# Liang postérieurs (907-923)
Pour les articles homonymes, voir Liang.
907–923
Entités précédentes :
- Dynastie Tang

Entités suivantes :
- Tang postérieurs
- Min

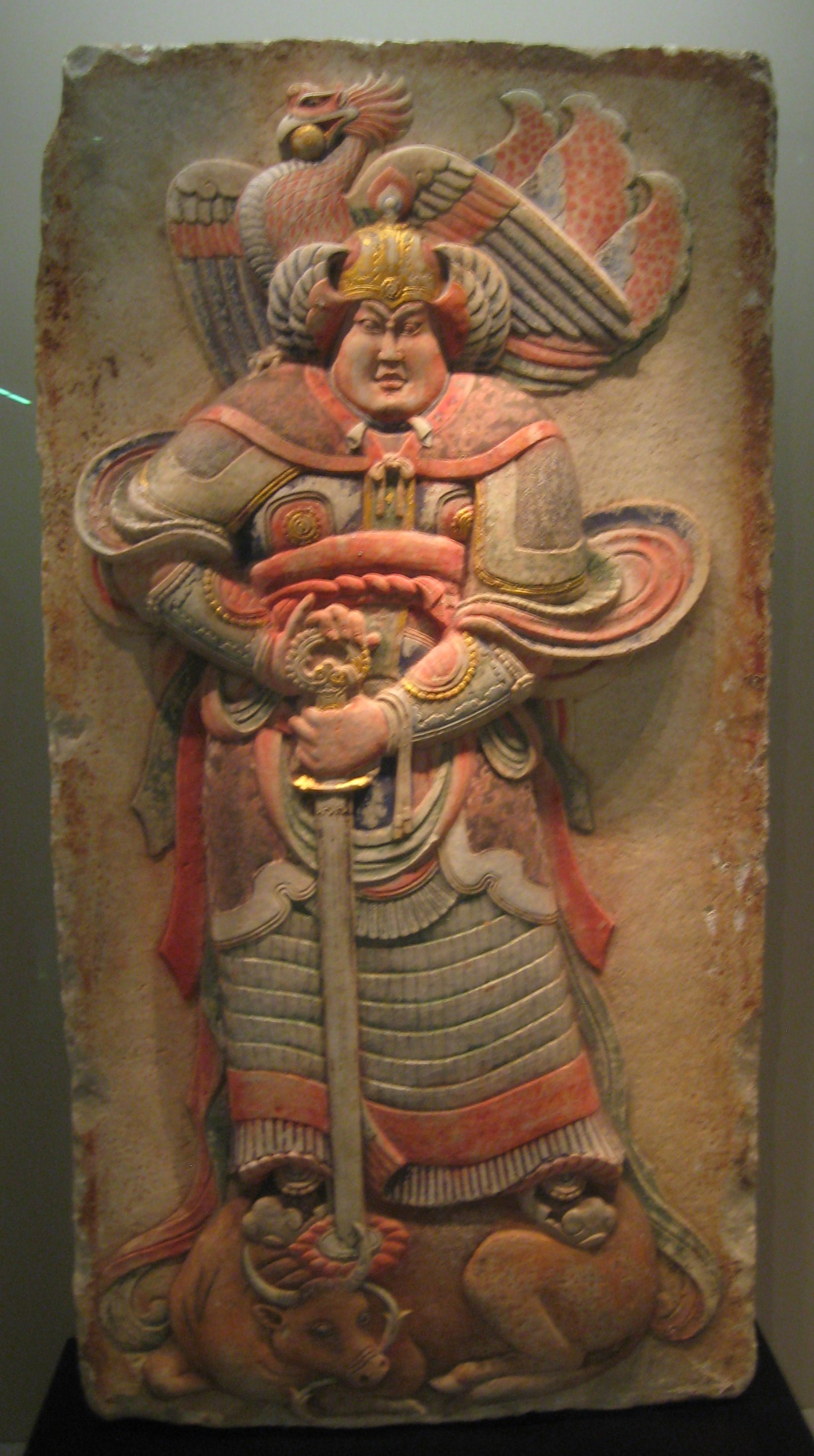
Bas-relief en pierre provenant du tombeau de Wang Chuzhi, National Museum, Pékin

La dynastie des Liang postérieurs (chinois simplifié : 后梁 ; chinois traditionnel : 後梁 ; pinyin : Hòu Liáng) ou Hou Liang régna en Chine du 1er juin 907 au 19 novembre 923 lors de la période des Cinq Dynasties et des Dix Royaumes. Elle a été fondée par Zhu Wen, après qu'il a forcé le dernier empereur de la dynastie Tang à abdiquer en sa faveur, avant de l’assassiner. Une fois sur le trône, il prend le titre d'Empereur Taizu des Liang postérieurs (後梁太祖). Cette dynastie dure jusqu'en 923, date à laquelle elle est détruite par la dynastie des Tang postérieurs (Hou Tang).

## Fondation de la dynastie
Lorsqu'il apparaît sur la scène politique et militaire de la Chine des Tang, Zhu Wen est un des lieutenants de Huang Chao, un puissant chef rebelle qui ravage le pays. Assez vite, il prend sous ses ordres les meilleures troupes de Huang et établit sa propre base territoriale en tant que seigneur de guerre indépendant, à Kaifeng. En 822, il abandonne Chao, se met officiellement au service des Tang et participe activement à l'écrasement de la révolte de son ancien chef. Il profite de son changement d'allégeance pour gagner en puissance militaire et en l'an 904, il est assez puissant pour contrôler Chang'an et Luoyang, les deux capitales de la dynastie Tang. La même année, il fait assassiner l'empereur Tang Zhaozong, après avoir fait massacrer les eunuques qui contrôlaient la Cour Impériale, et fait monter sur le trône l'empereur Tang Aidi. Ce dernier sera le dernier empereur de la dynastie Tang, car il est destitué par Zhu Wen en 907, lorsque ce dernier monte sur le trône, prend le nom d'Empereur Taizu et fonde la dynastie des Liang postérieurs. Par la suite, l'ancien empereur est assassiné sur ordre du nouveau en 908.
Le nom "Liang" est une référence à la région du Henan, qui est le cœur du nouveau régime, comme le prouve le transfert de la capitale de Luoyang à Kaifeng en 913.

## Histoire
Après avoir fondé sa dynastie, Taizu obtient la soumission d'un grand nombre de seigneurs de guerre, même si pour certains il s'agit d'une soumission de façade. Il se lance dans une série de guerres de conquête, qui lui permettent de prendre le contrôle direct d'une grande partie du nord de la Chine.
Il essaye ensuite de détruire l'État de Jin, un royaume Shatuo qui contrôle le Shanxi et est dirigé par Li Keyong. Pour la nouvelle dynastie, éliminer le Jin n'est pas seulement une question d'expansion territoriale, mais il s'agit aussi de mettre un point final à une lutte engagée bien des années auparavant. En effet, Keyong est un vieux rival de Taizu, tous deux ayant commencé à s'affronter avant même la chute de la dynastie Tang. Cette obstination à éliminer les Shatuo marque le début de la fin pour Taizu, car la plupart de ses campagnes se terminent par des échecs, qui affaiblissent de plus en plus le nouvel empereur et la dynastie Liang.
Le règne de Taizu prend fin le 18 juillet 912, lorsqu'il est tué par son fils Zhu Yougui, qui monte alors sur le trône. Ce dernier n'a pas le temps de profiter de sa victoire, car il est renversé par son frère Zhu Youzhen l'année suivante. Cette instabilité politique mine un peu plus la position de la dynastie des Liang postérieurs, qui décline pendant que la puissance de l'État de Jin croit de plus en plus.
La lutte entre les deux royaumes rivaux prend fin le 19 novembre 923, lorsque Li Cunxu, le fils et successeur de Li Keyong, s'empare de Kaifeng et met fin à la dynastie des Liang postérieurs. Pour marquer son gain de puissance et afficher ses ambitions unificatrices, Cunxu fonde après sa victoire la dynastie des Tang postérieurs, dont il devient le premier empereur sous le nom de Zhuanzong

## Territoires contrôlés par les Liang
Si dès son intronisation Taizu se pose en empereur de la Chine tout entière, au maximum de sa puissance, la dynastie des Liang postérieurs ne contrôle que la majeure partie du nord de la Chine, à l'exception du Shaanxi, où se trouve le royaume de Qi, du Hebei, où se trouve le royaume de Yan et du Shanxi, qui est contrôlé par le peuple turc des Shatuo.
Les Liang n'ont aucun contrôle direct sur les terres du sud de la Chine, mais la quasi-totalité des souverains de ce secteur se sont soumis à Taizu, à l'exception notable des royaumes de Wu et de Shu, qui sont les deux plus importants de cette région.

## Les Liang postérieurs et le Mandat du Ciel
Pour comprendre ce qui va suivre, il faut avoir à l'esprit deux spécificités de l'histoire et de la politique de la Chine impériale.
La première est le "Mandat du Ciel", un concept politique et religieux qui apparaît sous la dynastie Zhou et qui sert à légitimer le pouvoir des Empereurs de Chine. Selon ce concept, les Empereurs règnent grâce à l'approbation que le Ciel accorde aux dirigeants sages et vertueux, approbation qu'il cesse d'accorder si ceux-ci ont une conduite mauvaise ou sont corrompus. La seconde est que l'histoire d'une dynastie est systématiquement écrite par des historiens de la dynastie qui lui succède et sur ordre de l'empereur régnant. Dans leurs écrits, les historiens « confient » systématiquement le Mandat du Ciel à la dynastie qui a été renversée, tout en mettant l'accent sur la corruption de son dernier empereur et la sagesse du fondateur de la dynastie régnante. Il s'agit donc d'un œuvre de légitimation de la nouvelle dynastie, ce qui implique des débats interminables et des pirouettes verbales pour déterminer qui « détient » le Mandat du Ciel lorsqu'il s'agit d'écrire l'histoire d'une période de division de la Chine en multiples royaumes/dynasties. Et c'est exactement ce qu'a dû faire Xue Juzheng (en), l'historien de la dynastie Song mandaté pour écrire l'Histoire des Cinq Dynasties.
Il a donc multiplié les justifications diverses pour expliquer la transmission du Mandat du Ciel entre les cinq dynasties successives qui ont régné sur tout ou partie du nord de la Chine. En effet, cette région représente le cœur politique et culturel traditionnel de la Chine, et le simple fait de la contrôler peut facilement représenter un signe de détention du fameux Mandat. Cependant, le Liang Postérieur a été un grand embarras pour Juzheng, car la brutalité des méthodes qu'il employait cadrait mal avec la sagesse et la vertu prêtées aux détenteurs du Mandat. Or, refuser aux Liang le statut de détenteurs du mandat "casserait" la chaîne de transmission dudit mandat des Tang aux Song via les cinq dynasties, et ainsi affaiblirait d'autant la légitimité de ces derniers.

## Empereurs des Liang Postérieurs
| Noms          | Noms          | Noms                     | Dates de règne | Ères                                                                       |
| Nom de temple | Nom posthume  | Nom de famille et prénom | Dates de règne | Ères                                                                       |
| ------------- | ------------- | ------------------------ | -------------- | -------------------------------------------------------------------------- |
| Taìzǔ (太祖)  | Xiànwǔ (獻武) | Zhū Wēn (朱溫)           | 907-912        | 907-911 : Kaīpíng (開平) 911-912 : Qiánhuà (乾化)                          |
| aucun         | aucun         | Zhu Yougui (朱友珪) (en) | 912-913        | 912-913 : Qiánhuà (乾化) 913-913 : Fènglì (鳳曆)                           |
| aucun         | Mò (末)       | Zhū Zhèn (朱瑱) (en)     | 913-923        | 913-915 : Qiánhuà (乾化) 915-921 : Zhēnmíng (貞明) 921-923 : Lóngdé (龍德) |

## Généalogie de la dynastie des Liang Postérieurs
|   |   |   |   | Zhu Wen 朱溫 852–912 Taizu 太祖 907–912 |   |                                  |                                  |                                  |                                  |                                  |                                  |   |   |  |  |                                         |                                         |                                         |                                         |                                         |                                         |
|   |   |   |   |                                         |   |                                  |                                  |                                  |                                  |                                  |                                  |   |   |  |  |                                         |                                         |                                         |                                         |                                         |                                         |
|   |   |   |   |                                         |   |                                  |                                  |                                  |                                  |                                  |                                  |   |   |  |  |                                         |                                         |                                         |                                         |                                         |                                         |
| 2 | 2 | 2 | 2 | 2                                       | 2 |                                  |                                  | 3                                | 3                                | 3                                | 3                                | 3 | 3 |  |  |                                         |                                         |                                         |                                         |                                         |                                         |
| 2 | 2 | 2 | 2 | 2                                       | 2 | Zhu Yougui 朱友圭 d. 913 912–913 | Zhu Yougui 朱友圭 d. 913 912–913 | Zhu Yougui 朱友圭 d. 913 912–913 | Zhu Yougui 朱友圭 d. 913 912–913 | Zhu Yougui 朱友圭 d. 913 912–913 | Zhu Yougui 朱友圭 d. 913 912–913 | 3 | 3 |  |  | Zhu Zhen 朱瑱 888–923 Modi 末帝 913–923 | Zhu Zhen 朱瑱 888–923 Modi 末帝 913–923 | Zhu Zhen 朱瑱 888–923 Modi 末帝 913–923 | Zhu Zhen 朱瑱 888–923 Modi 末帝 913–923 | Zhu Zhen 朱瑱 888–923 Modi 末帝 913–923 | Zhu Zhen 朱瑱 888–923 Modi 末帝 913–923 |

## Voir également
- Jiedushi
- Dynastie Tang
- Huang Chao